# 6-Cloro-hexano-1-ol
6-Cloro-hexano-1-ol, 1-cloro-6-hidroxihexano, 6-clorohexan-1-ol ou 6-cloroexanol é o composto orgânico clorado de fórmula C6H13ClO, SMILES ClCCCCCCO e massa molecular 136,619797. Apresenta ponto de ebulição 109-111 °C  a 14 mmHG ou 252,1-254.8 °C a 760 mmHg, densidade 1,024 g/mL a 25 °C e ponto de fulgor de 98 °C. É classificado com o número CAS 2009-83-8, registro RN 2009-83-8, EINECS 217-925-2, CBNumber CB2666806 e MOL File 2009-83-8.mol. Pode irritar os olhos, a pele e o trato respiratório, sendo nocivo se ingerido.